# 머세이디스 매케임브리지
머세이디스 매케임브리지(영어: Mercedes McCambridge, 1916년 3월 16일 ~ 2004년 3월 2일)는 20세기 라디오, 연극, 영화 다방면에서 활동한 미국의 배우이다. 《모두가 왕의 부하들》(1949)에서의 역할로 아카데미 여우조연상을 수상했다. 《엑소시스트》(1973)에서는 악마 파즈즈의 목소리 역할을 했다.

## 영화, 텔레비전
- 모두가 왕의 부하들
- 쟈니 기타
- 자이언트 (1956년 영화)
- 무기여 잘 있거라 (1957년 영화)
- 악의 손길
- 지난 여름 갑자기
- 보난자 (드라마)
- 로스트 인 스페이스
- 아내는 요술쟁이
- 보난자 (드라마)
- 엑소시스트 (영화)
- 미녀 삼총사
- 매그넘 P.I.
- 바람의 저편